# Huadu Stadium
Huadu Stadium (chiń. 花都体育場; pinyin Huādū Tǐyùchǎng) – wielofunkcyjny stadion w Kantonie (w dzielnicy Huadu), w Chinach. Został otwarty w 2001 roku. Może pomieścić 13 395 widzów. Stadion był jedną z aren turnieju piłkarskiego na Igrzyskach Azjatyckich w 2010 roku, rozgrywano na nim także spotkania piłkarskie w ramach Chińskiej Olimpiady Narodowej w 2001 roku oraz Turnieju Czterech Narodów. Oprócz imprez sportowych stadion gościł także koncerty i inne wydarzenia kulturalne.